# Cesson-Sévigné
Cesson-Sévigné (bretonsko Saozon-Sevigneg) je vzhodno predmestje Rennesa in občina v severozahodnem francoskem departmaju Ille-et-Vilaine regije Bretanje. Leta 2009 je naselje imelo 15.194 prebivalcev.

## Geografija
Naselje leži v pokrajini Bretaniji ob reki Vilaine, 6 km vzhodno od središča Rennesa.

## Uprava
Cesson-Sévigné je sedež istoimenskega kantona, v katerega je poleg njegove vključena še občina Acigné z 21.412 prebivalci.
Kanton Cesson-Sévigné je sestavni del okrožja Rennes.

## Zanimivosti
- dvorec château de la Salette-de-Cucé,
- neogotska cerkev sv. Martina iz začetka 20. stoletja,
- dvorca manoir de Bourgchevreuil in manoir de la Chalotais s parkoma.

## Pobratena mesta
- Carrick-on-Shannon / Cora Droma Rúisc (Irska),
- Waltrop (Severno Porenje - Vestfalija, Nemčija).